# Кравченко Віктор Андрійович (адмірал)
Віктор Андрійович Кравченко (5 грудня 1943 , Богданович, Свердловська область ) — російський воєначальник. Начальник Головного штабу ВМС — перший заступник Головнокомандувача ВМФ Росії (1998—2005), командуючим Чорноморським флотом ВМФ Росії (1996—1998). Адмірал (1996).

## Біографія
Народився 5 грудня 1943 року в селищі Богданович Сухолозького району, нині місто Богданович. Закінчив школу. Працював на заводі. Член КПРС (1966—1991).
У ВМФ СРСР із 1962 року, служив матросом ракетної бойової частини на ПЧ K-102 Північного флоту. Навчався у Вищому військово-морському училищі підводного плавання імені Ленінського комсомолу (1963—1966), закінчив Вище військово-морське училище імені М. В. Фрунзе (1966—1968), Вищі спеціальні офіцерські класи ВМС (1973—1974), Військово-морську академію імені Маршала Радянського Союзу А. А. Гречко (1976—1978), Військову академію Генерального штабу Збройних сил імені К. Є. Ворошилова (1988—1990).
Службу проходив командиром штурманської бойової частини ПЧ С-348 (1968—1972), старшим помічником командира ПЧ С-157 (1972—1973) і командиром (08.1974-08.1976) підводного човна С-287 на Чорноморському флоті, начальником штабу 27-ї окремої бригади підводних човнів (07.1978-05.1983), командиром 166-ї окремої Констанцської бригади підводних човнів (05.1983-05.1984), заступником командира (05.-12.1984) і командиром (12.1984-08.1988) 14-ї дивізії підводних човнів, 1-м заступником начальника штабу Чорноморського флоту (06.1990-10.1991), 1-м заступником командувача Балтійським флотом (10.1991-02.1996), командувачем Чорноморським флотом (02.1996 — 07.1998), начальником Головного штабу ВМФ — 1-м заступником Головнокомандувача ВМФ (07.1998-02.2005).
Із березня 2005 року у відставці. У 2006—2010 роках був віце-президентом Фонду сприяння зміцнення флоту «Москва—Севастополь», віце-президентом Клубу воєначальників Російської Федерації.
Одружений, має доньку.

## Військові звання
- лейтенант (1968)
- старший лейтенант (1970)
- капітан-лейтенант (1972)
- капітан 3 рангу (1974)
- капітан 2 рангу (1978, достроково)
- капітан 1 рангу (1982)
- контрадмірал (11.1987)[2]
- віце-адмірал (18.02.1993)[3]
- адмірал (04.1996)

## Нагороди
- Орден «За заслуги перед Вітчизною» IV ступеня
- Орден «За військові заслуги»
- Орден «За службу Батьківщині у Збройних силах СРСР» III ступеня
- Медалі
- Державна премія Російської Федерації (2000)
- Почесний громадянин міського округу Богданович. Звання Почесний громадянин присвоєно рішенням Думи від 11.08.1999 № 225[4].